# Internationale Filmfestspiele von Venedig 2004
Die 61. Internationalen Filmfestspiele von Venedig fanden vom 1. bis 11. September 2004 statt.
Für den Spielfilmwettbewerb des Festivals wurde folgende Jury berufen: John Boorman (Jurypräsident), Wolfgang Becker, Mimmo Calopresti, Scarlett Johansson, Spike Lee, Dušan Makavejev, Helen Mirren, Pietro Scalia und Hsu Feng.

## Wettbewerb
Am Wettbewerb des Festivals nahmen folgende Filme teil:
| Filmtitel                  | Regisseur            | Produktionsland                  | Darsteller (Auswahl)                                 |
| -------------------------- | -------------------- | -------------------------------- | ---------------------------------------------------- |
| 5×2 – Fünf mal zwei        | François Ozon        | Frankreich                       | Valeria Bruni Tedeschi                               |
| Bin-jip                    | Kim Ki-duk           | Südkorea                         | Lee Seung-yeon                                       |
| Birth                      | Jonathan Glazer      | USA, Deutschland                 | Nicole Kidman, Cameron Bright, Lauren Bacall         |
| Delivery                   | Nikos Panayotopoulos | Griechenland                     | Thanos Samaras                                       |
| Der Feind in meinem Herzen | Claire Denis         | Frankreich                       | Michel Subor                                         |
| Haryu insaeng              | Im Kwon-taek         | Südkorea                         | Cho Seung-woo                                        |
| Die Hausschlüssel          | Gianni Amelio        | Italien, Frankreich, Deutschland | Kim Rossi Stuart, Charlotte Rampling                 |
| Kein Feuer im Winter       | Greg Zglinski        | Schweiz, Belgien, Polen          | Aurélien Recoing, Marie Matheron                     |
| Kōhi Jikō                  | Hou Hsiao-Hsien      | Japan, Taiwan                    |                                                      |
| Land of Plenty             | Wim Wenders          | USA, Deutschland                 | Michelle Williams, John Diehl                        |
| Lavorare con lentezza      | Guido Chiesa         | Italien                          |                                                      |
| Das Meer in mir            | Alejandro Amenábar   | Spanien, Frankreich, Italien     | Javier Bardem, Belén Rueda, Lola Dueñas              |
| Ovunque sei                | Michele Placido      | Italien                          | Stefano Accorsi                                      |
| Palindrome                 | Todd Solondz         | USA                              | Jennifer Jason Leigh, Ellen Barkin                   |
| Promised Land              | Amos Gitai           | Israel, Frankreich, UK           | Rosamund Pike, Hanna Schygulla, Anne Parillaud       |
| Rois et reine              | Arnaud Desplechin    | Frankreich                       | Emmanuelle Devos, Mathieu Amalric, Catherine Deneuve |
| Sag-haye velgard           | Marzieh Makhmalbaf   | Iran, Frankreich                 |                                                      |
| Shijie                     | Jia Zhangke          | China, Japan, Frankreich         | Zhao Tao                                             |
| Udaljonny dostup           | Swetlana Proskurina  | Russland                         |                                                      |
| Vanity Fair                | Mira Nair            | UK, USA                          | Gabriel Byrne, Angelica Mandy, Reese Witherspoon     |
| Vera Drake*                | Mike Leigh           | UK, Frankreich, Neuseeland       | Imelda Staunton                                      |
| Das wandelnde Schloss      | Hayao Miyazaki       | Japan                            | Zeichentrickfilm                                     |

* = Goldener Löwe

## Preisträger

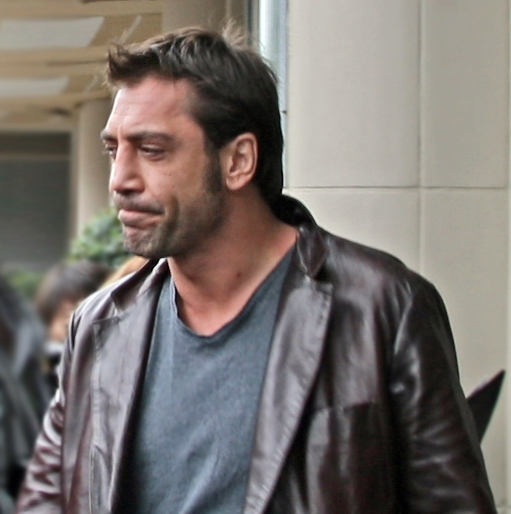
Javier Bardem gewann bereits zum zweiten Mal den Darstellerpreis. Bereits 2000 gewann er mit dem Film Before Night Falls

| Preis                                                   | Film                  | Preisträger                       |
| ------------------------------------------------------- | --------------------- | --------------------------------- |
| Goldener Löwe (bester Film)                             | Vera Drake            | Mike Leigh                        |
| Spezialpreis der Jury                                   | Das Meer in mir       | Alejandro Amenábar                |
| Coppa Volpi (bester Darsteller)                         | Das Meer in mir       | Javier Bardem                     |
| Coppa Volpi (beste Darstellerin)                        | Vera Drake            | Imelda Staunton                   |
| Marcello-Mastroianni-Preis (bester Nachwuchsdarsteller) | Lavorare con lentezza | Marco Luisi, Tommaso Ramenghi     |
| Osella (technisch bester Beitrag)                       | Das wandelnde Schloss | Studio Ghibli                     |
| Leone Speciale für ihr Lebenswerk                       |                       | Manoel de Oliveira, Stanley Donen |